# رينو بيريز
رينو بيريز (بالإنجليزية: Reno Perez)‏ هو مغن مؤلف أمريكي، ولد في 1973.